# Кульвец, Абрахам
Абраха́м Ку́львец (лит. Abraomas Kulvietis — Абрао́мас Кульве́тис, лат. Abraham Culvensis; около 1509—1510, деревня Кульва, близь Каунаса — 6 июня 1545, Вильна) — деятель литовской Реформации, просветитель, педагог, подготовитель первой книги на литовском языке, Доктор права, профессор Кёнигсбергского университета. Автор теологических произведений на латыни.

## Биография

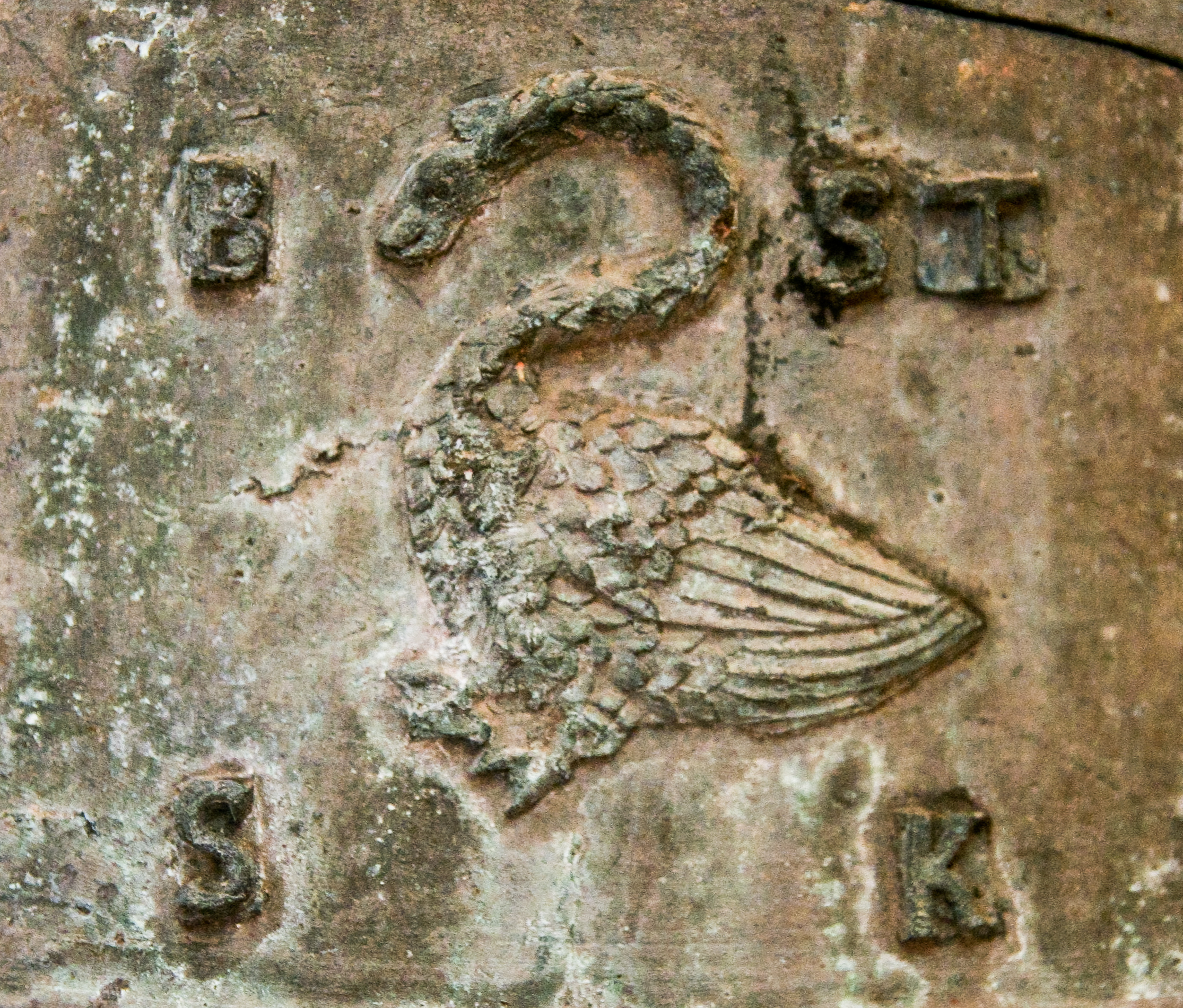
Изображение лебедя — родового герба Кульвецов, XVII век

Родился около 1510 года (или 1509) в родовом имении Кульва около Каунаса. Происходил из среднезажиточного литовского шляхетского рода. Учился в Краковской академии (1528), где получил степень бакалавра; после в Лёвене, где изучал труды Эразма Роттердамского. До 1535 года вернулся на родину и жил у воеводы виленского и канцлера Великого княжества Литовского Альбрехта Гаштольда. С 1536 года учился в Виттенберге и Лейпциге, где посещал лекции Мартина Лютера. После учился в Сиене, где в 1539 году (по другим данным, в 1537 году) получил степень доктора юриспруденции. 
Вернувшись в Великое княжество Литовское, Кульветис с помощью королевы Боны Сфорца в 1539 году (по другим данным, в 1540) основал в Вильне собственную частную школу с конквиктом (интернатом). Школа стала первым центром лютеранства в Великом княжестве Литовском, одним из преподавателей был впоследствии известный теолог Станислав Раполионис. В ней училось около 60 молодых людей, преподавали «семь вольных искусств». В это же время Кульвец проповедовал в костёле святой Анны. Вскоре его реформационные взгляды, вызывавшие крайнее раздражение католического клира, привели к изданию специального указа великого князя Сигизмунда I Старого с требованием Кульветису предстать перед костёльным судом. Гонения на учёного проповедника были инициированы виленским епископом Павлом Гольшанским.

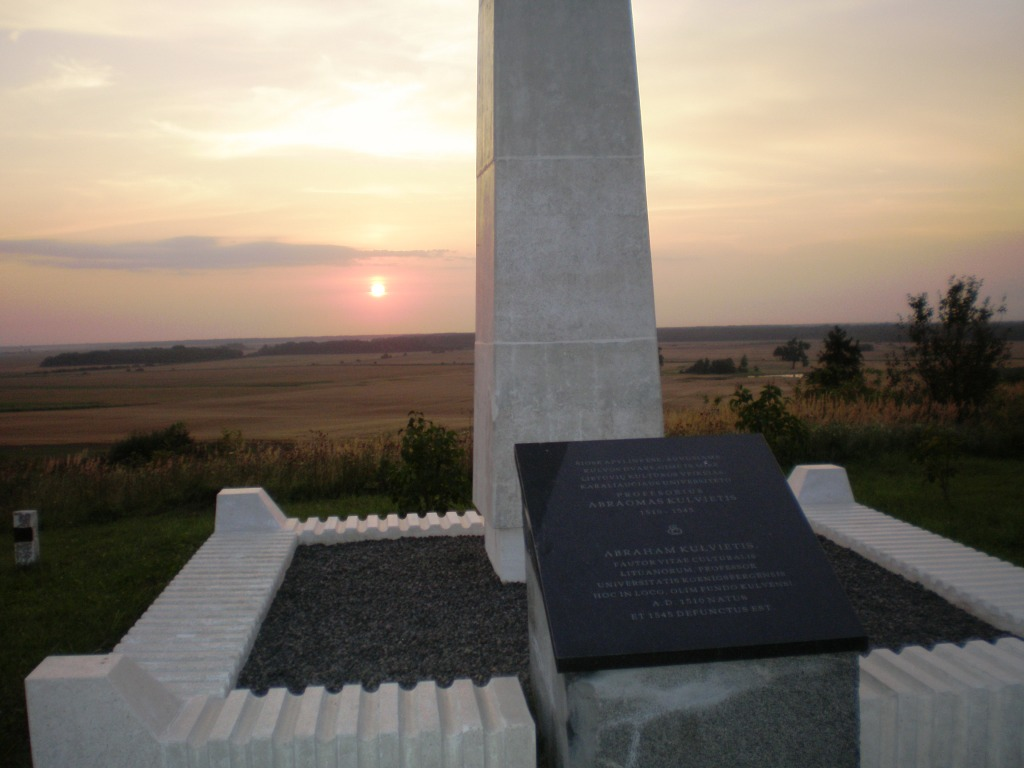
Памятник Абрахаму Кульвецу в высшей точке Ионавского района

В 1542 году, во время отсутствия Боны, Кульветис был вынужден покинуть Вильну и вместе со многими литовскими протестантами перебрался в Кёнигсберг, где правителем был лютеранин герцог Альбрехт. Альбрехт назначил его своим советником и вице-ректором городской школы. Литовские лютеране оказали помощь Альбрехту в деле создания Кёнигсбергского университета. После открытия университета в 1544 году Кульветис преподавал в нём классические греческий и еврейский языки в качестве профессора. 
В 1543 году Кульветис издал теологический труд «Исповедь веры Абрахама Кульвенсиса, написанная наияснейшей королеве Польши» («Confessio fidei Abrahami Culvensis, scripta ad serenissimam reginam Poloniae»). По инициативе герцога Альбрехта он начал работу по написанию литовского Катехизиса, а также перевёл на литовский язык несколько гимнов, которые вошли в «Катехизис» Мартинаса Межвидаса (1547). 
В начале 1545 года профессору было разрешено вернуться в Вильну, однако к тому моменту он был уже серьёзно болен туберкулёзом. 6 июня он скончался в Вильне (по другим данным, в Кульве).

## Cм. также
- Протестантизм в Литве